# Coletinia tinauti
Coletinia tinauti es una especie de insecto zigentomo cavernícola de la familia Nicoletiidae. Es endémica del centro-norte de Andalucía (España).